# Regno di EnenKio
Il Regno di EnenKio è stata una micronazione rivendicata vicino alle Isole Marshall, comprendente l'Isola di Wake, un'isola minore esterna degli Stati Uniti d'America rivendicata dalle Isole Marshall.
L'autoproclamato Regno di EnenKio, gestito da Robert Moore, ha anche rilasciato passaporti ed è entrato, nel 1997, in relazione con il Dominio di Melchizedek, una micronazione coinvolta in frodi finanziarie.
EnenKio è stato riconosciuto come una truffa dal sito web antifrode Quatloos!.
Il 23 aprile 1998 il governo delle Isole Marshall pubblicò la circolare 01-98, che negava l'esistenza del Regno di EnenKio e le affermazioni del Dominio di Melchizedek:
(Ministero degli Affari Esteri della Repubblica delle Isole Marshall)